# Brooke Hamilton
Brooke Hamilton is een personage uit de soapserie Days of Our Lives. De rol werd van 1975 tot 1977 gespeeld door Adrienne LaRussa. In 1978 keerde Brooke terug (Eileen Barnett) maar haar personage had plastische chirurgie ondergaan en noemde zichzelf nu Stephanie Woodruff.

## Personagebeschrijving

### Brooke Hamilton
Brooke Hamilton kwam in 1975 samen met David Banning naar Salem. David keerde terug naar huis om met Brooke te trouwen. Brooke werd al snel jaloers op de band die David had met zijn moeder Julie. Brooke verspreidde de roddel dat Julie ontrouw was aan haar echtgenoot Bob Anderson en toen Julie zwanger werd insinueerde ze zelfs dat Doug Williams, de vroegere schoonvader van Julie, de vader van het kind was. Dit zorgde voor een breuk tussen David en Julie. Na een ruzie met Julie was David verstrooid en reed met zijn wagen in een rivier en werd dood gewaand. Na dit nieuws te horen probeerde Brooke, die echt van David hield, zelfmoord te plegen door een overdosis slaappillen te nemen. Ze overleefde de zelfmoordpoging.
Korte tijd daarna dook David levend en wel op en Brooke was erg blij. David werd door de familie Grant opgenomen nadat hij in de rivier was beland en was verliefd geworden op Valerie Grant. Brooke zei David dat ze zwanger was, maar wilde niet met hem trouwen omdat hij nog gevoelens had voor Valerie. David wilde echter een toekomst met Brooke en zijn kind. Nadat hij ontdekte dat Brooke niet zwanger was verliet hij haar en keerde terug naar Valerie.
Rond deze tijd werd Brookes moeder Adele Winston erg ziek en was stervende. Brooke stal geld van het bedrijf van Bob Anderson om zo naar haar moeder te gaan. Bob ontdekte dit en voor hij naar de politie wilde stappen confronteerde hij en Adele. Adele was echter een oude liefde van Bob en ze vertelde hem dat Brooke zijn dochter was en vroeg hem om dit geheim te houden. Bob legde geen klacht neer en stelde Brooke voor om voor zijn bedrijf te komen werken om zo haar schulden af te kunnen betalen.
Brooke werd bevriend met Trish Clayton die bij haar introk nadat ze haar stiefvader vermoord had uit zelfverdediging. Kort daarna werd Brooke betrapt voor spionage bij Anderson Manufacturing en wilde Salem verlaten. Op weg naar andere oorden kreeg Brooke een auto-ongeluk en de stoffelijke resten van een vrouw werden naar het ziekenhuis van Salem overgebracht. De vrouw droeg de ketting van Brooke en ze werd dood verklaard. Weinig mensen in Salem rouwden voor Brooke.

### Stephanie Woodruff
In 1978 kwam de jonge vrouw Stephanie Woodruff naar Salem en kreeg al snel een job bij Anderson Manufacturing. Ze streed met Mary Anderson om de aandacht van Chris Kositchek, maar moest die strijd uiteindelijk staken. Stephanie ging nu achter David Banning aan en de twee konden goed met elkaar opschieten maar toen Davids vrouw Trish terug naar Salem kwam was de relatie tussen Stephanie en David voorbij.
Bob Anderson gaf Stephanie meer en meer macht in zijn bedrijf en ze mocht zelfs bij hem intrekkeng. Stephanie vond al snel iets nieuws om zich op te concentreren; Alex Marshall herkende Stephanie en wist dat ze in New York plastische chirurgie had ondergaan en wist dus dat ze zich anders voordeed. Hij chanteerde haar en ze moest voor hem plannen stelen voor een nieuw apparaat dat op zonne-energie werkte. Linda Patterson werd van de diefstal verdacht en werd door Bob geschrapt uit zijn testament.
Hoewel Bob uiteindelijk besefte dat Stephanie degene was die hij niet kon vertrouwen, was hij bereid om haar een tweede kans te geven. Hij zorgde er wel voor dat ze niet veel meer te zeggen had in het bedrijf en gaf meer macht aan zijn dochter Mary. Uiteindelijk bekende Stephanie aan Bob dat ze zijn dood gewaande dochter Brooke was en dat het lichaam in de auto niet van haar was. Ondanks hun problemen was Bob blij dat zijn dochter niet dood was en nam hij haar opnieuw in zijn testament op. Stephanie kreeg een nieuw auto-ongeval en overleed later aan een beroerte.